# Francis Scobee
Francis Richard „Dick” Scobee (ur. 19 maja 1939 w Cle Elum w stanie Waszyngton, zm. 28 stycznia 1986 nad półwyspem florydzkim) – podpułkownik Sił Powietrznych Stanów Zjednoczonych, pilot wojskowy, weteran wojny wietnamskiej, astronauta, uczestnik dwóch misji kosmicznych programu Space Shuttle. Poniósł śmierć na pokładzie dowodzonego przez siebie wahadłowca Challenger, który eksplodował 73 sekundy po starcie z Przylądka Canaveral.

## Wykształcenie i służba wojskowa
Po ukończeniu Auburn Senior High School w waszyngtońskim Auburn wstąpił w 1957 do Sił Powietrznych Stanów Zjednoczonych. Służbę rozpoczął jako mechanik silnikowy w bazie lotniczej Kelly Field Annex w Teksasie. W 1965 ukończył zaocznie studia inżynierskie na University of Arizona oraz uzyskał awans oficerski. Rok później, po zaliczeniu kursu w szkole lotniczej, zdobył kwalifikacje pilota. Następnie wykonywał zadania operacyjne, m.in. biorąc udział w działaniach wojennych w Wietnamie. Po powrocie do Stanów Zjednoczonych został skierowany do Szkoły Pilotów Pionu Badań Lotniczych (US Air Force Aerospace Research Pilot School) w bazie Edwards w Kalifornii. Po jej ukończeniu w 1972 uczestniczył w programach badawczych, w ramach których pilotował samoloty różnego przeznaczenia, takie jak Boeing 747, X-24B, F-111 Aardvark i C-5 Galaxy. Ogółem spędził w powietrzu ponad 6500 godzin za sterami 45 typów samolotów.

## Praca w NASA i śmierć
W styczniu 1978 zakwalifikował się do grupy astronautów NASA. Po rocznym szkoleniu uzyskał w sierpniu 1979 status pilota wahadłowca. Oczekując na przydział do załogi misji orbitalnej, pełnił funkcję pilota-instruktora specjalnej wersji Boeinga 747, przeznaczonej do transportowania wahadłowców. Swój pierwszy lot kosmiczny odbył jako pilot promu Challenger w ramach misji STS-41-C, rozpoczętej 6 kwietnia 1984.
Drugim lotem, w którym miał uczestniczyć – ponownie na pokładzie Challengera – była misja STS-51-L. Powierzono mu dowództwo wyprawy, która okazała się jego ostatnią. 28 stycznia 1986 – 73 sekundy po starcie z Przylądka Canaveral – znajdujący się w fazie wznoszenia wahadłowiec eksplodował na pułapie 14,6 km. W katastrofie śmierć poniosło sześcioro pozostałych członków załogi: Michael Smith, Judith Resnik, Ronald McNair, Ellison Onizuka, Gregory Jarvis oraz Christa McAuliffe. Na kilka sekund przed eksplozją Scobee nadał ostatni meldunek radiowy, jaki dotarł do centrum kontroli lotu z pokładu Challengera. Potwierdzając informację kontrolera naziemnego, wypowiedział słowa: „Zrozumiałem, idziemy na zwiększonym ciągu”.
Scobee został pochowany na Cmentarzu Narodowym w Arlington.

## Odznaczenia i nagrody
- Distinguished Flying Cross
- Medal Lotniczy
- National Defense Service Medal
- Congressional Space Medal of Honor – pośmiertnie
- NASA Exceptional Service Medal – dwukrotnie
- Dyplom FAI im. W. M. Komarowa (1985)[1]
- Universal Astronaut Insignia za lot orbitalny (nr 139, pośmiertnie) – Stowarzyszenie Uczestników Lotów Kosmicznych (Association of Space Explorers(inne języki))[2]

## Życie prywatne
- Był żonaty z Virginią June z d. Kent. Miał z nią dwoje dzieci – Kathie i Richarda (obecnie generała US Air Force).
- Należał do szeregu organizacji, m.in. Towarzystwa Eksperymentalnych Pilotów Doświadczalnych (Society of Experimental Test Pilots), Stowarzyszenia Lotnictwa Eksperymentalnego (Experimental Aircraft Association) i Stowarzyszenia Sił Powietrznych (Air Force Association).
- W wolnym czasie zajmował się lataniem, olejnym malarstwem sztalugowym, stolarstwem i jazdą na motocyklu. Grał też w racquetball, uprawiał jogging oraz różnorodną rekreację sportową na świeżym powietrzu.

## Wykaz lotów
| Loty kosmiczne, w których uczestniczył Francis Scobee                  | Loty kosmiczne, w których uczestniczył Francis Scobee | Loty kosmiczne, w których uczestniczył Francis Scobee        | Loty kosmiczne, w których uczestniczył Francis Scobee | Loty kosmiczne, w których uczestniczył Francis Scobee | Loty kosmiczne, w których uczestniczył Francis Scobee |
| №                                                                      | Data startu                                           | Data lądowania                                               | Statek kosmiczny                                      | Funkcja                                               | Czas trwania                                          |
| ---------------------------------------------------------------------- | ----------------------------------------------------- | ------------------------------------------------------------ | ----------------------------------------------------- | ----------------------------------------------------- | ----------------------------------------------------- |
| 1                                                                      | 6 kwietnia 1984                                       | 13 kwietnia 1984                                             | STS-41-C Challenger F-5                               | Pilot wahadłowca                                      | 6 dni 23 godziny 40 minut i 6 sekund                  |
| 2                                                                      | 28 stycznia 1986                                      | – Wahadłowiec uległ zniszczeniu wkrótce po starcie na orbitę | STS-51-L Challenger F-10                              | Dowódca misji                                         | 1 minuta i 13 sekund                                  |
| Łączny czas spędzony w kosmosie – 6 dni 23 godziny 40 minut i 6 sekund |                                                       |                                                              |                                                       |                                                       |                                                       |